# HTC One X
HTC One X – smartfon firmy HTC we współpracy z Nvidią z czterordzeniowym procesorem zaprezentowany w pierwszym kwartale 2012 roku na targach Mobile World Congress 2012 w Barcelonie.
One X cechuje 4,7" dotykowy wyświetlacz Super Clear LCD.
Ma także nowy, bardziej wydajny procesor Nvidia Tegra 3 AP33H Quad Core o taktowaniu 1,5 GHz, wykonany w 45-nanometrowym procesie technologicznym z dodatkowym chipem graficznym ULP GeForce. Ma 1 GB pamięci operacyjnej oraz 32 GB pamięci wbudowanej. Smartphone HTC pracuje pod kontrolą systemu Android w wersji 4.0.3 Ice Cream Sandwich z interfejsem autorskim HTC o nazwie HTC Sense w wersji 4+. Istnieje też możliwość aktualizacji do androida Jelly Bean. Nowy interfejs Sense ma zintegrowaną funkcję przesyłania plików do chmury (Dropbox). One X ma też aparat o rozdzielczości 8 Megapikseli, z możliwością nagrywania filmów w rozdzielczości Full HD (1080p, 40 Mbps).